# Merosargus obtusipennis
Merosargus obtusipennis är en tvåvingeart som först beskrevs av Lindner 1949.  Merosargus obtusipennis ingår i släktet Merosargus och familjen vapenflugor. Inga underarter finns listade i Catalogue of Life.